# Annaberg (Naturschutzgebiet)
Das Gebiet Annaberg ist ein mit Verordnung vom 3. März 1992 des Regierungspräsidiums Tübingen ausgewiesenes Naturschutzgebiet (NSG-Nummer 4.199) im Süden der baden-württembergischen Gemeinde Baindt im Landkreis Ravensburg in Deutschland. Es umfasst im Wesentlichen eine ehemalige Kiesgrube auf dem Annaberg am Ostrand des Schussenbeckens zwischen Baienfurt und Baindt.

## Lage
Das rund 14 Hektar große Naturschutzgebiet Annaberg gehört zum Naturraum Oberschwäbisches Hügelland. Es liegt südlich der Baindter Ortsmitte und nördlich von Baienfurt auf einer durchschnittlichen Höhe von rund 490 m ü. NN.

## Geologie
Beim Abschmelzen des Eises am Ende der Würm-Kaltzeit vor rund 10.000 Jahren entstanden in den Zungenbecken des Rheingletschers mehrere Eisstauseen, unter anderem der Baienfurter Stausee im Schussenbecken, der bodenseewärts durch Eis abgeriegelt war und dadurch zur Riß und damit zur Donau entwässerte. Nach der Eisschmelze nutzte das abfließende Wasser die sogenannten Urnauer Rinne zum Abfluss nach Westen; der Spiegel dieses Stausees fiel, und es entstand der Schussen-Eisstausee. Dort, wo die Wolfegger Ach in den Schussen-Eisstausee mündete, wurde ein Mündungsdelta aufgeschüttet, der heutige Annaberg, dessen Höhe somit die ehemalige Höhe des Wasserspiegels im Schussen-Eisstausee anzeigt. Die Sedimente besitzen schluffige und tonige Sohlschichten sowie Übergussschichten aus Kies und Sand.

## Schutzzweck
Wesentlicher Schutzzweck ist die Erhaltung des Gebietes als ausgedehntes Sekundärbiotop mit einem für solche Biotope in Oberschwaben einzigartigen Artenreichtum an hochgradig gefährdeten und geschützten Tier- und Pflanzenarten sowie als Teil eines regionalen Verbundes von Trockenlebensräumen und Rückzugslebensraum von darauf angewiesenen Lebensgemeinschaften.

## Flora und Fauna

### Flora
Aus der schützenswerten Flora sind unter anderem folgende Pflanzenarten zu nennen:
- Kahles Bruchkraut (Herniaria glabra); eine Pflanzenart aus der Familie der Nelkengewächse
- Sand-Nelke (Dianthus arenaria); ebenfalls aus der Familie der Nelkengewächse
- Fleischers Weidenröschen (Epilobium fleischeri), auch Kies-Weidenröschen; eine Art aus der Familie der Nachtkerzengewächse

### Fauna
Unter den zahlreich vorkommender Insekten wurden neben stark gefährdeten Schmetterlings-, Heuschrecken- und Libellenarten auch einige vom Aussterben bedrohte Arten festgestellt. Darüber hinaus ist das Naturschutzgebiet Lebensraum geschützter und gefährdeter Vogel- sowie Fledermausarten, die im Insektenreichtum des Gebietes ihre Nahrungsgrundlage finden. Aus der schützenswerten Fauna sind unter anderem folgende Tierarten zu nennen:
- Blauflügelige Ödlandschrecke (Oedipoda caerulescens); eine Art aus der Familie der Feldheuschrecken
- Südlicher Blaupfeil (Orthetrum brunneum); eine Vertreterin aus der Familie der Segellibellen